# Catolândia
Catolândia est une municipalité brésilienne de l'État de Bahia et la microrégion de Barreiras.